# Беринда Степан
Беринда Степан (? — після 1634) — український  типограф-друкар, поет і гравер.
Працював у друкарні Києво-Печерської лаври, з 1623 року згаданий на її виданнях.
Писав вірші (один із них присвячений Петру Могилі).
Надрукував близько 10 книг:
- «Лексіконъ славеноросскій и именъ тлъкованіе» (1627), складений Памво Бериндою (вочевидь братом);
- «Служебник» (або «Літургікон», 1629) та ін.

Степанові Беринді належать дві гравюри з власними ініціалами в «Акафістах» (1629), і «Параміфії» (1634) (з датою 1629).